# タジキスタン国内軍
タジキスタン国内軍（タジキスタンこくないぐん 英語: Tajik Internal Troops）は、タジキスタン内務省傘下の国内治安維持部隊。国土防衛を担当し、警察の支援・増援、大規模暴動・国内の武装紛争の対処、及び重要施設の警備に当たる。またタジキスタン軍の予備役部隊としての機能も持つ。